# Puchar Polski w piłce nożnej (1999/2000)
Puchar Polski w piłce nożnej mężczyzn 1999/2000 – 46. edycja rozgrywek mających na celu wyłonienie zdobywcy Pucharu Polski, który uzyskał tym samym prawo gry w rundzie kwalifikacyjnej Pucharu UEFA w sezonie 2000/2001. Po raz pierwszy w historii odbyły się dwa mecze finałowe, na stadionach obu finalistów.
Tytuł obroniła Amica Wronki, dla której był to trzeci tryumf w historii klubu, a zarazem trzecie zwycięstwo z rzędu w tych rozgrywkach.

## Runda wstępna
Mecze zostały rozegrane 30 lipca 1999.
Kasztelan Sierpc – Okęcie Warszawa 2:1 (Majchrzak 60' Szychowski 74' – Gmitruk 29')

Narew Ostrołęka – Wigry Suwałki 1:6 (Sadłowski 66' – Wojnowski 3' Kropiwnicki 38' Tarasewicz 58' Kościuch 63'k. Szarnecki 81' Nadrowski 84')

Granica Kętrzyn – MKS Mława 0:2 (Karpiński 3' Szmyt 62')

Pilica Białobrzegi – Spartakus Daleszyce 1:2 (Semeniuk 15'k. – Bernat 43' 64')

Bałtyk Gdynia – Chemik Bydgoszcz 1:0 (Smarzyński 45')

Jagiellonia Białystok – Olimpia Zambrów 6:0 (Sawicki 2' Kobeszko 18' 75' 80' Spejchler 37' Tupalski 64')

Inkopax Wrocław – Górnik Polkowice 3:2 dogr. (Roman 37' 108' Piszcz 115' – Jeziorny 30' Kułyk 107')

Odra II Wodzisław Śląski – Włókniarz Kietrz 0:4 (Kopczyński 4' Kowalczyk 48' 73' Pawlusiński 80')

SKP Słupca – LKS Jankowy 0:1 (Wojtkowiak 70')

Ceramika II Opoczno – Włókniarz Trzy Korony Pabianice 1:2 (Cieślikiewicz 20' – Anioł 27' Sokołowski 30')

BBTS Komorowice – Kabel II Kraków 3:0 (Więzik 56'k. 70'k. Zalas 64' sam.)

Kolbuszowianka Kolbuszowa – Polonia Przemyśl 2:3 (Blicharz 2' Książek 72' – D.Jaroch 15' 51' W.Jaroch 26'k.)

Włodawianka Włodawa – Czarni/Orlęta Dęblin 0:1 (Szafranek 13')

Pomerania Police – Gwardia Koszalin 5:2 dogr. (Uss 47' 59' 104' 115' Masicz 105' – Grodziecki 14' Paprocki 24')

Tomasovia Tomaszów Lubelski – Tłoki Gorzyce 1:2 (Wasilewski 31' – Rochecki 9' Szmuc 28')

Raków II Częstochowa – Wisłoka Dębica 3:0 (vo)

KS Tymbark – Karpaty Krosno 3:0 (vo)

## I runda
Do rozgrywek dołączyły kluby drugoligowe wg stanu z poprzedniego sezonu. Mecze zostały rozegrane 11 sierpnia 1999.
Nysa Zgorzelec – Karkonosze Jelenia Góra 2:1 dogr. (Miecielica 11' Gniadzik 120' – Dąbrowski 66')

Polonia Przemyśl – Hetman Zamość 4:0 (Kościelny 31'k. Załoga 35' D.Jaroch 37' Abram 52'k.)

Jagiellonia Białystok – Piotrcovia Piotrków Trybunalski 0:1 (Gondzia 90')

Kasztelan Sierpc – Raków Częstochowa 0:3 (Bański 59' 82' Synoradzki 87')

MKS Mława – Górnik Łęczna 2:0 (Bajera 70' Rogalski 90')

Wigry Suwałki – Jeziorak Iława 0:0, k. 4:3

Spartakus Daleszyce – Hutnik Kraków 1:2 (Duda 76'k. – Moskal 41' Prokop 67'k.)

Naprzód Rydułtowy – Włókniarz Kietrz 0:4 (Pajkos 29' Rak 76' Rusznica 78' Pilch 79')

Włókniarz Trzy Korony Pabianice – Korona Kielce 2:4 (Sokołowski 21' Lechowski 68' – Pietrasiński 19' Kozubek 53' Ruszkowski 83' Bujak 86')

Lubuszanin Drezdenko – Pomerania Police 0:2 (Andruszko 29' Uss 85')

Pogoń Świebodzin – LKS Jankowy 1:3 (Puchacz 38'k. – Sikora 34' Kowalczykowski 55' Bonia 85')

Inkopax Wrocław – Odra Opole 3:2 (Rejmer 60' Iwan 81' Sławiński 85'k. – Urbel 7' sam. Amaeufele 33')

Pomorzanin Toruń – Bałtyk Gdynia 0:3 (Pudysiak 44' Sapiński 65' 81')

BBTS Komorowice – Grunwald Ruda Śląska 5:0 (Więzik 17' 53' Pancer 57' Lazar 66' 77')

KS Tymbark – Wawel Kraków 0:3 (Szwajca 23' Wołowicz 58' Dobosz 77')

Raków II Częstochowa – Ceramika Opoczno 0:2 (Brytan 1' Majewski 33')

Tłoki Gorzyce – Stal Sanok 4:0 (Kusiak 5' 10' Karasiński 53' Szumiec 74')

AZS Podlasie Biała Podlaska – Avia Świdnik 3:2 (Bednaruk 21' sam. Wej 41'k. Klajda 88' – Wojciechowski 26' Błajszczak 58')

Syrena Młynary – Lechia/Polonia Gdańsk 1:5 (Szymański 27' – Korzeniowski 18' Osmólski 20' 38' Cieśliński 66' Fijałkowski 75')

Piast Kobylin – Lechia Zielona Góra 1:3 (Paduch 67' – Cal 3' 39' 47')

Amica II Wronki – Odra Szczecin 0:3 (Miązek 20'k. Piskorz 43' Gunia 85')

Warta Poznań – RKS Radomsko 1:2 (Godlewski 20' – Horawa 60' Knap 80')

Unia Skierniewice – KSZO Ostrowiec Świętokrzyski 0:1 (Pikuta 50')

Jutrzenka Warta – KS Myszków 0:2 (Kamiński 15' Żaba 60')

Pogoń Siedlce – Stal Stalowa Wola 0:2 (Bieńko 31' Szpindor 63')

Jagiellonka Nieszawa – Elana Toruń 4:0 (Król 20' Dróbkowski 23' 47' Glon 50')

Pogoń Lębork – KP Konin 2:2, k. 3:4 (Cech 9'k. Gaffka 84' – Pięta 20' Prabucki 90')

Górnik Wałbrzych – Polonia Bytom 0:3 (Wania 27' 55' Kapinos 89')

Czarni/Orlęta Dęblin – Unia Tarnów 3:0 (vo)

Groclin Grodzisk Wielkopolski – wolny los

Śląsk Wrocław – wolny los

Petro Płock – wolny los

## II runda
Mecze zostały rozegrane 15 września 1999.
MKS Mława – Lechia/Polonia Gdańsk 1:2 dogr. (Bajera 76' – Skierka 56' Feith 117')

Pomerania Police – Groclin Grodzisk Wielkopolski 0:0, k. 6:5

Lechia Zielona Góra – Odra Szczecin 3:4 dogr. (Zeler 17' Cal 50' 65' – Benesz 6' Adamowicz 9' 81' Kułkiewicz 117')

Bałtyk Gdynia – KP Konin 2:3 dogr. (Sapiński 27' Pudysiak 60' – Prabucki 55' Świetlik 79' Gajewski 119')

Wigry Suwałki – Petro Płock 0:0, k. 2:4

LKS Jankowy – RKS Radomsko 1:3 dogr. (Kowalczykowski 61' – Knap 61' Włoch 104' Jóźwiak 112')

Jagiellonka Nieszawa – KSZO Ostrowiec Świętokrzyski 4:3 dogr. (Król 25' 95' Smykowski 52' 89' – Krawiec 29' 80' Oczkowski 60')

Nysa Zgorzelec – Śląsk Wrocław 2:6 (Wyżga 25' Matusewicz 86' – Jakóbczak 6' 47' 51' 81' Aleksander 36' Podstawek 80')

Inkopax Wrocław – Polonia Bytom 6:0 (Iwan 10' Roman 38 '45' 87' 89' Jakubik 50')

Piotrcovia Piotrków Trybunalski – Raków Częstochowa 0:1 (Bojarski 20')

Tłoki Gorzyce – Ceramika Opoczno 1:0 (Karasiński 70')

Wawel Kraków – Włókniarz Kietrz 1:0 (Szymanowski 19')

BBTS Komorowice – KS Myszków 0:1 (Razakowski 53')

Polonia Przemyśl – Hutnik Kraków 0:1 (Chmiest 38')

AZS Podlasie Biała Podlaska – Stal Stalowa Wola 0:2 (Lebioda 15' Karwan 83')

Czarni/Orlęta Dęblin – Korona Kielce 0:2 (Zawadzki 78' 85')

## 1/16 finału
Do rozgrywek dołączyły kluby pierwszoligowe wg stanu z poprzedniego sezonu. Mecze zostały rozegrane 13 października 1999.
Inkopax Wrocław – Pomerania Police 0:2 (Uss 13' Kosmalski 78')

Wawel Kraków – Górnik Zabrze 1:3 (Szumiec 55' – Kompała 31'k. 88' Lekki 65')

Stomil Olsztyn – Odra Wodzisław Śląski 1:1, k. 2:4 (Kucharski 38' – Bałuszyński 23')

GKS Bełchatów – Zagłębie Lubin 2:1 (Kościukiewicz 61' Rasiak 90' – Jasiński 52')

RKS Radomsko – Korona Kielce 2:0 (Horawa 55' Jelonkowski 88')

Odra Szczecin – Lech Poznań 1:2 (Benesz 51' – Maćkiewicz 27' Piskuła 90')

Lechia/Polonia Gdańsk – Wisła Kraków 0:2 (Brasília 24' Jop 79')

Śląsk Wrocław – Widzew Łódź 0:1 (Gula 65')

Raków Częstochowa – Petro Płock 0:2 (Kapela 77' Szarnecki 84')

KP Konin – Legia Warszawa 1:2 (Rosiak 38' – Czereszewski 45' 80')

Hutnik Kraków – Polonia Warszawa 2:2, k. 4:5 (Prokop 35' Przytuła 44' – Gołaszewski 13' Olisadebe 17')

Tłoki Gorzyce – KS Myszków 1:1, k. 2:4 (Ławryszyn 90' – Czekański 53')

GKS Katowice – ŁKS Łódź 0:2 (Madej 30' Hamlet 83')

Jagiellonka Nieszawa – Stal Stalowa Wola 1:2 dogr. (Kwasiborski 51'k. – Szafran 63' Karwan 120')

Ruch Chorzów – Pogoń Szczecin 2:0 (Mizia 56' Włodarczyk 86')

Amica Wronki – Ruch Radzionków 2:1 dogr. (Dawidowski 53' Jackiewicz 98' – Janoszka 64'k.)

## 1/8 finału
Mecze zostały rozegrane 8 marca 2000.
Petro Płock – Polonia Warszawa 0:2 (Wieszczycki 23' Kiełbowicz 36')

Odra Wodzisław Śląski – Legia Warszawa 0:2 (Mięciel 48' Czereszewski 61')

Stal Stalowa Wola – Wisła Kraków 2:2, k. 3:5 (Gadziała 52' Lebioda 90' – Pater 34' Czerwiec 46')

RKS Radomsko – Górnik Zabrze 1:1 k. 5:4 (Jelonkowski 17' – Kompała 90')

KS Myszków – Widzew Łódź 1:3 (Mizgała 40' – Szymkowiak 17' Pawlak 27' Stolarczyk 80'k.)

Ruch Chorzów – GKS Bełchatów 1:2 dogr. (Bizacki 58' – Rasiak 24' Florek 109')

Pomerania Police – Lech Poznań 3:2 dogr. (Szmit 27'k. Marciniak 89' Flejter 110' – Ślusarski 25' 39')

Amica Wronki – ŁKS Łódź 2:1 dogr. (Kryszałowicz 100' Bieniuk 105' – Abbott 108')

## Ćwierćfinały
Pierwsze mecze zostały rozegrane 11 kwietnia 2000, a rewanże 19 kwietnia 2000.
Polonia Warszawa – Pomerania Police 1:0 (Žvirgždauskas 86')

Pomerania Police – Polonia Warszawa 0:1 (Mikulėnas 26')

-

Legia Warszawa – Amica Wronki 3:2 (Mięciel 41' 47' Karwan 76' – Król 20' 86')

Amica Wronki – Legia Warszawa 3:2, k. 3:1 (Kryszałowicz 35' 48' Andraszak 73' – Czereszewski 57' 86')

-

GKS Bełchatów – Wisła Kraków 1:0 (Florek 49')

Wisła Kraków – GKS Bełchatów 2:0 (Pater 41' Kałużny 80')

-

Widzew Łódź – RKS Radomsko 3:1 (Poškus 17' Gula 31' Szymkowiak 90' – Jelonkowski 67')

RKS Radomsko – Widzew Łódź 2:0 (Jelonkowski 29' Stocki 90')

## Półfinały
Pierwsze mecze zostały rozegrane 4 maja 2000, a rewanże 11 maja 2000.
Wisła Kraków – Polonia Warszawa 2:1 (Moskalewicz 40' Żurawski 90'k. – Bartczak 74')

Polonia Warszawa – Wisła Kraków 0:2 (Frankowski 45' Żurawski 88')

-

Amica Wronki – RKS Radomsko 5:3 (Król 38' 47' 90'k. Kryszałowicz 42' Sokołowski 45' – Jelonkowski 5' Kowalczyk 14' Nowak 53')

RKS Radomsko – Amica Wronki 0:1 (Król 89')

## Finał
| Drużyna 1    | Wynik dwumeczu | Drużyna 2    | Pierwszy mecz | Drugi mecz |
| ------------ | -------------- | ------------ | ------------- | ---------- |
| Wisła Kraków | 2:5            | Amica Wronki | 2:2           | 0:3        |

### Pierwszy mecz
| 6 czerwca 2000 18:00 | Wisła Kraków · Frankowski 44', 77' | 2:21:1Raport | Amica Wronki · 28' Sobociński · 65' Sokołowski II | Stadion Miejski, Kraków Widzów: 8 000 Sędzia: Ryszard Wójcik (Opole) |
|                      |                                    |              |                                                   |                                                                      |

### Rewanż
| 9 czerwca 2000 18:00 | Amica Wronki · Biliński 8' · Zieńczuk 45' · Sobociński 84' | 3:02:0Raport | Wisła Kraków | Stadion Amiki Wronki, Wronki Widzów: 5 500 Sędzia: Tomasz Mikulski (Lublin) |
|                      |                                                            |              |              |                                                                             |

| Puchar Polski w piłce nożnej 1999/2000 Zwycięzcy |
| ------------------------------------------------ |
| Amica Wronki 3. Tytuł                            |